# Justos entre les Nacions

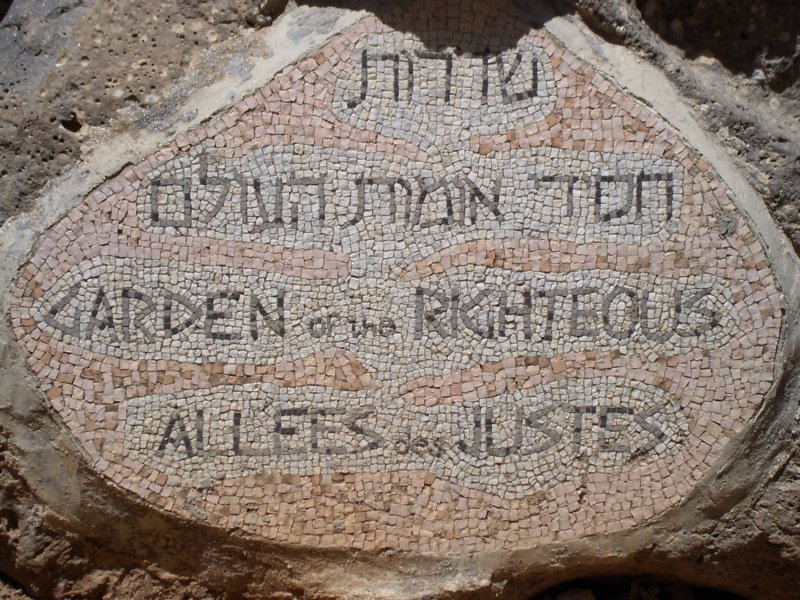
Inscripció trilingüe a l'entrada del Passeig dels Justos, a Yad va-Xem. Els Justos són distingits per una medalla commemorativa segons el precepte del Talmud segons el qual "Qui salva una vida, salva l'Univers sencer"

Justos entre les Nacions (en hebreu: חסידי אומות העולם, Hassidé Ummot ha-Olam) és una expressió presa del judaisme tradicional i extreta del llibre del Talmud, amb la qual es denomina un programa de l'Estat d'Israel establert per una llei del Parlament de 1953 i iniciat a partir de 1963 amb què s'atorga, d'acord amb certs criteris, el màxim reconeixement a aquelles persones qui, no essent de confessió o ascendència jueva, van ajudar els jueus víctimes de la persecució, fonamentalment la conduïda pel règim nacionalsocialista i afins durant el període del Tercer Reich.
Aquestes persones són conegudes amb el títol de "Justos entre les Nacions" o simplement "Justos" que els atorga el Memorial de Yad va-Xem, una institució israeliana creada per honorar les víctimes i els herois de l'Holocaust, en nom de l'Estat d'Israel i del poble jueu, en forma d'un diploma certificat i de la "Medalla dels Justos", on es menciona una frase del Talmud:
| « | Qui salva una vida, salva l'Univers sencer. | » |

El seu nom queda registrat i inscrit al "Mur d'Honor del Jardí dels Justos", on l'1 de gener de 2007, 21.758 persones de 41 països diferents havien estat declarades "Justes entre les Nacions".

## Noció de "Justos" a la tradició religiosa jueva
Segons una de les tradicions del judaisme, la majoria dels preceptes i obligacions que conté la Torà o els seus continguts, només han de ser observats pels creients jueus, a qui se suposa haver-los rebut per transmissió dels seus avantpassats jueus. Aquestes obligacions, que es recopilen als 613 manaments o mitsvot, no afecten els no jueus, que han de seguir regles menys detallades però que, si respecten particularment els 7 manaments noequites, la tradició permet el seu reconeixement, sent anomenats llavors noajides o gentils, i als quals els espera una recompensa divina (alguns dels exemples de gentils són les figures bíbliques de Job o Melquisedec.
Segons l'halacà, els 7 preceptes divins que han de ser observats pels no-jueus són:
- no adorar falses divinitats i reconèixer un únic Déu
- no blasfemar en contra de Déu
- donar suport als tribunals de justícia que fomentin i garanteixin el respecte de la moral pública
- perseguir i sancionar la mort violenta
- perseguir i sancionar el robatori
- repudiar les conductes immorals i aquelles sexualment perverses que destrueixin els lligams familiars
- prohibir el consum d'animals vius

Aquests preceptes va ser (segons la tradició) enunciats per mediació divina en temps del Patriarca Noè a tota la Humanitat després de sobreviure al Diluvi i, per això, són considerats com a essencials pels rabins, si bé existeixen d'altres ordenaments que incumbeixen als no-jueus, però que són d'imperatiu menor en el seu seguiment.
Segons eduquen els rabins, les societats que violen deliberadament aquests preceptes no poden sobreviure i s'exposen a la seva decadència i destrucció, com il·lustra l'episodi de Sodoma i Gomorra, de manera que la supervivència és mantinguda per la voluntat divina en defensa del Bé dels "Justos" que viuen en el si de la societat.
Durant l'edat mitjana, el terme "Justos" va ser difós per les obres literàries, generalment amb el sentit de designar a aquells que demostren consideració cap als jueus. El Séfer ha-Zohar qualifica com a "Justos" a tot aquell no-jueu que es comporti amb justícia.

### Creació del programa
Després del final de la Segona Guerra Mundial, quan s'exposà a la llum pública els crims i abusos comesos en contra d'aquells de religió o ascendència jueva a Europa, i de la constitució de l'Estat d'Israel el 1947, durant la dècada dels anys 50 es prengué consciència que s'havia de commemorar als "màrtirs" del fenomen de l'Holocaust o Xoà.
Al març de 1953, el govern presidit per David Ben-Gurion presentà davant de la Kenésset el projecte de llei titulat "Sobre la Commemoració dels Màrtirs i Herois – Memorial de Yad va-Xem", que després del debat va ser ampliat a la qüestió dels no-jueus que, pel seu comportament, mereixien el reconeixement legal de "Justos entre les Nacions". La noció adquirí la dimensió de llei el 19 d'agost de 1953 al seu article I, pel que es fixen les activitats del Memorial.
No obstant això, no va ser fins al 1963 quan, a conseqüència del procés emprès contra el nazi Adolf Eichmann a Jerusalem, es donà a conèixer a l'opinió israelita els casos de jueus ajudats per altres persones, moment aprofitat pel Yad va-Xem per a aplicar activament la disposició de la llei de 1953, emprenent la tasta de la recerca sistemàtica i identificació dels "Justos".
El Yad va-Xem estima que el reconeixement de "Justos" implica alhora un objectiu tant educatiu com moral i polític:
1. Israel reconeix l'obligació ètica d'honorar als no-jueus distingits com a "Justos" en nom del Poble Jueu
2. Les accions dels "Justos" mostren a ulls del Yad va-Xem que va ser possible l'ajuda tot i l'aparell repressiu del règim nazi.

### Mecanisme de reconeixement
D'ençà 1963, una comissió presidida per un jutge del Tribunal Suprem d'Israel és l'encarregada del procés de reconeixement d'una persona a la distinció de "Just".
La comissió segueix un protocol en aplicació de diversos criteris que regulen el mètode d'informació i documentació, si bé és sobre la base dels testimonis directes i entrevistes amb testimonis directes que es fonamenti principalment al dossier de reconeixement que s'ha de poder confirmar:
1. el fet d'haver ajudat a un jueu si aquest es trobava en situació d'impossibilitat, amenaçat de deportació cap a un camp o en perill de mort.
2. el fet que ajudant de manera deliberada a aquesta persona, el "Just" era conscient de posar en perill la seva seguretat, llibertat individual o, fins i tot, la seva vida, car l'ajut als jueus era penada com a crim per les autoritats nazis.
3. el fet d'haver actuat de manera altruista, sense esperar recompensa o compensació per l'ajut.

Un cop que la persona és reconeguda com a "Justa" se li lliura a ella o als seus representats una medalla i un certificat a una cerimònia pública a la que assisteixen les autoritats i representants d'aquells a qui va ajudar. El nom del "Just" és gravat al mur d'honor del "Jardí dels Justos" que es troba a l'entrada de Yad va-Xem (inicialment es procedia a plantar un arbre, tot i que aquest costum es va haver d'abandonar per la manca d'espai material). Cadascun dels "Justos" rep una pensió econòmica equivalent al salari mitjà d'Israel, mentre que els seus parents poden beneficiar-se dels ajuts socials i sanitaris de l'Estat. En cas de dificultat greu, la "Fundació Jueva dels Justos", amb seu a Nova York pot mobilitzar les reserves del Fons Anne Frank, dipositats a Basilea, per tal d'ajudar a la persona, especialment en les seves despeses mèdiques. També es facilita al "Just" i a la seva família l'accés a Israel si volen fixar allà la seva residència.
La llei també autoritza a Yad va-Xem a atorgar la ciutadania honorífica al Just o, si ha traspassat, la ciutadania commemorativa de l'Estat d'Israel.

## Els Justos

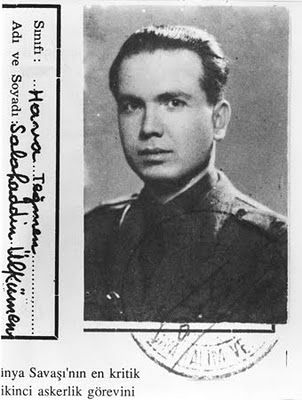
Selahattin Ülkümen, el primer musulmà i l'únic turc que rep el tìtol

Fins a l'1 de gener de 2007, el Yad va-Xem havia registrat a 21.758 Justos de 42 països diferents, entre els quals destaquen Polònia (6.004 Justos); els Països Baixos (4.767), França (2.740), Ucraïna (2.185) i Bèlgica (1.443), que acumulen entre ells a més del 75% dels registrats.
El perfil dels "Justos" és divers, si bé destaquen les persones distingides per actuar en nom d'imperatius religiosos, com aquelles que pertanyien a les diverses esglésies cristianes, però també d'altres que van actuar per motius humanitaris o que, tot i pertànyer a organismes represors de l'Estat, es van oposar a les instruccions dels seus superiors, com gendarmes, policies i militars. També han estat reconeguts com a "Justos" diversos funcionaris i membres dels cossos diplomàtics: 
- Angelos Evert, director de la policia d'Atenes.
- Paul Grüninger, comandant de la policia suïssa de Sankt Gallen.
- Aristides de Sousa Mendes, cònsol general de Portugal a Bordeus.
- Carl Lutz i Angel Sanz Briz, ambaixadors de Suïssa i d'Espanya respectivament a Hongria.
- Sempo Sugihara, cònsol general del Japó a Lituània
- Raoul Wallenberg, cònsol de Suècia a Txecoslovàquia

També van ser nombrosos els alemanys que van posar la seva vida en perill en desobeir les lleis del seu país, en tant que civils i militars, com Oskar Schindler o Elisabeth Flügge.
A part de persones individuals, també han estat reconeguts com a Justos col·lectius i nacions:
- Dinamarca i els seus moviments de la Resistència, la tasca dels quals permeté salvar la vida a la major part de la comunitat jueva del país (prop de 7.000 persones d'un total de 8.000), en una sola operació d'evacuació cap a Suècia a través de l'estret d'Oresund executada a l'octubre de 1943
- El poble de Nieuwlande, als Països Baixos
- La vila de majoria protestant de Le Chambon-sur-Lignon, a França.

Entre les diverses formes d'ajudar per part dels Justos, el Yad va-Xem destaca les següents:
- Allotjar un nen o la seva família al seu propi domicili, incloent les dependències de les institucions religioses o laiques per amagar-les de la vida pública.
- Procurar els mitjans per fer passar la persona ajudada per un no-jueu, com falsos documents d'identitat o certificats de bateig.
- Ajudar els jueus a arribar a territori no hostil, ajudant-los a travessar les fronteres de manera segura.
- Adoptar un nen jueu temporalment durant la guerra.

En qualsevol cas, el registre de Yad va-Xem es troba obert i en un continu procés d'ampliació en considerar que són innombrables els casos dels Justos que no podran ser identificats per manca de testimonis.